# LG V30S ThinQ
LG V30S ThinQ는 LG전자에서 2018년 2월 25일, MWC 2018에서 공개한 LG V30에서 인공지능 기술을 강화한 2018년형 모델이다. 2017년과는 달리, LG G 시리즈의 차기작이 상반기 내 발표로 연기되면서, LG V 시리즈가 처음으로 별도의 발표행사 없이 MWC 2018에서 공개되었다. LG전자의 인공지능 브랜드인 LG ThinQ 소속의 인공지능 기술인 공감형 AI가 적용된 점이 특징이며, LG전자 스마트폰 중 처음으로 LG ThinQ에 소속된 기기이다. 2018년 3월 9일, 기존의 LG V30 ThinQ의 업데이트와 함께 대한민국 시장에 출시되었다.

## 운영 체제 / 소프트웨어

### 안드로이드 8.0 오레오
LG V30S ThinQ는 안드로이드 8.0 오레오를 기본 탑재하고 출시되었다.

## 기능
LG V30S ThinQ는 전작인 LG V30의 기능들을 모두 계승했으며, 인공지능 기능이 기존보다 강화되었다.

### 공감형 AI
공감형 AI는 카메라에 적용된 사물인식 기능인 비전 AI와 음성인식 기반의 음성 AI로 나뉜다.

#### 비전 AI

##### AI 카메라
AI 카메라는 실행 시 AI가 피사체를 인식한 후 알아서 그에 맞는 색감, 반사광, 채광 등을 가진 촬영 모드를 추천해주는 기능이다. 인식하는 도중 "여자", "풍경" 등의 피사체의 정보가 담긴 단어가 화면에 뜨며, 터치 한 번으로 추천 모드를 실행할 수 있게 버튼을 띄워준다. 촬영 모드는 인물, 애완동물, 풍경 등 8개의 촬영 모드가 있다.

##### 브라이트 카메라
브라이트 카메라는 별도의 LED 플래시 없이, AI가 주변 환경이 어둡다고 판단하면 (최대 10 lux 이하), 자동으로 브라이트 카메라 모드가 실행되어 화면의 밝기를 최대 2배 이상으로 올릴 수 있다.

##### Q렌즈
Q렌즈는 원하는 피사물을 촬영한 후, 그에 관한 정보검색, QR 코드 등을 검색할 수 있는 기능이다. 네이버와 아마존과 협력해 제공하는 쇼핑 정보도 검색할 수 있다. 삼성전자의 빅스비 비전과 유사한 기능이다.

#### 음성 AI

##### Q보이스
LG 옵티머스 G에서 처음 선보이고 2015년 LG V10까지 지원되었던 LG전자의 인공지능 비서이다. 2018년. LG V30S ThinQ의 출시와 함께 새로운 UI를 가지고 다시 부활했다. 기존의 전화 걸기, 메시지 보내기, 앱 실행, 음악 재생, 검색 등의 기능을 지원한다. 기존의 기능 이외에도, LG V30에서 선보인 구글 어시스턴트 연동 독자 명령어를 지원하며, 구글 어시스턴트가 할 수 없는 문자 읽어주기와 32개의 독점 명령어를 인식할 수 있다. 명령어는 "하이 엘지"(Hi, LG.)이다. LG V30 ThinQ를 기점으로 다른 기기도 추가 지원 및 지원 예정이다.

## 색상
- 뉴 플래티넘 그레이
- 뉴 모로칸 블루

## 변형 기종
- LG V30S+ ThinQ: 기존의 V30S ThinQ보다 저장공간이 256GB로 늘어난 고용량 모델이다.

## 같이 보기
- LG V
- LG V30
- LG G6
- LG V35 ThinQ
- LG V40 ThinQ

## 경쟁 기종
- 삼성 갤럭시 S9
- 삼성 갤럭시 S9 플러스
- 노키아 8 시로코
- 소니 엑스페리아 XZ2